# 3-я флотилия подводных лодок кригсмарине
3-я флотилия подводных лодок кригсмарине — подразделение военно-морского флота нацистской Германии.

## История
Третьей флотилией подводного флота Третьего рейха стала флотилия «Лос», созданная 4 октября 1937 года в Киле (Германия) под командованием капитан-лейтенанта Ганса Экермана. Своё имя флотилия получила в честь подводника времён Первой мировой войны оберлейтенанта цур зее Йоханнеса Лоса, потопившего в 15 походах 76 кораблей суммарным тоннажом 148 677 брт и британский шлюп HMS Lavender водоизмещением 1 200 тонн. Флотилия «Лос» просуществовала до декабря 1939 года, но была вновь создана в марте 1941 года как 3-я флотилия с базированием в Киле, но вскоре была переведена в Ла-Палис (Ла-Рошель, Франция). Когда в октябре 1944 года уцелевшие субмарины из Ла-Рошели отправились на базы в Норвегии, третья флотилия была расформирована.

## Состав
В разные годы через 3-ю флотилию прошли 109 подводных лодок, в том числе
| Тип       | Количество |
| --------- | ---------- |
| II-B      | 8          |
| II-D      | 5          |
| VII-B     | 1          |
| VII-C     | 90         |
| трофейные | 4          |

## Командиры
| Время                       | Командующий флотилией                  |
| --------------------------- | -------------------------------------- |
| октябрь 1937 — декабрь 1939 | капитан-лейтенант Ганс Экерман;        |
| март 1941 — июль 1941       | корветтен-капитан Ганс-Рудольф Рёзинг; |
| июль 1941 — март 1942       | капитан-лейтенант Герберт Шульце;      |
| март 1942 — июнь 1942       | капитан-лейтенант Гейнц фон Райхе;     |
| июнь 1942 — октябрь 1944    | корветтен-капитан Рихард Цапп;         |